# Ампалланг

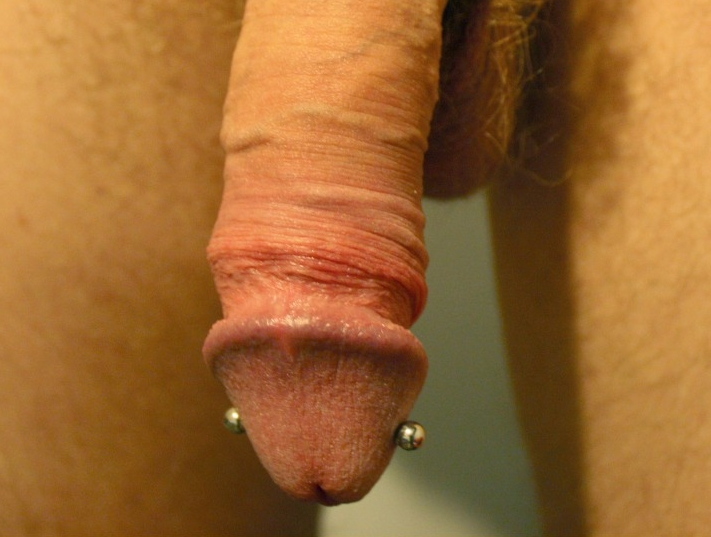
Горизонтальна штанга проходить через голівку пеніса

Ампалланг (англ. ampallang) — чоловічий генітальний пірсинг. Прокол проходить горизонтально через голівку статевого члена, іноді торкаючись уретри. Існує також глибокий ампалланг, який відрізняється від звичайного лише тим, що виробляється через тіло статевого члена, а не через головку. Аналогом ампалланга є вертикальний прокол голівки, який називається ападравіа. Поєднання ампалланга та ападравіа іноді називають «чарівним хрестом».
Ампалланг — досить складний пірсинг, і процес проколу може бути дуже болючим. Повне загоєння зазвичай займає від чотирьох до шести місяців, але може тривати рік і більше.
Такий пірсинг може давати приємні відчуття власнику, оскільки стимулює внутрішні тканини пеніса. Також цей пірсинг посилює стимуляцію статевого члена під час сексу.

## Можливі проблеми та труднощі
- Основні проблеми зі здоров'ям пов'язані з тим, що під час самої процедури проколу, а також спочатку після неї в процесі загоєння, залежно від місця розташування можуть бути значні втрати крові.
- Зміна пірсингових прикрас зазвичай проводиться власником в інтимній обстановці при ерегованому пенісі, при тому, що сам процес проколу та вставка першої прикраси проводилася в неерегованому стані.
- Після проколу власнику необхідна утримання від сексу та інших стимуляцій статевого члена протягом тривалого часу, зазвичай від кількох тижнів до півроку.[4]
- Також ймовірно, що цей тип пірсингу може пошкодити зуби та м'які тканини рота партнера у процесі орального сексу.
- Якщо ампалланг проходить крізь уретру, він може перешкоджати проходженню сечі, змушуючи носія присідати або приймати якісь особливі пози при сечовипусканні.
- Навіть після повного загоєння в тілі пеніса все одно залишаються жорсткі рубці, які можуть завдавати деяких незручностей у майбутньому.

## Прикраси, що використовуються
Прямі штанги — це практично єдині прикраси, можливі при даному проколі як у період загоєння, так і після нього. При цьому штанга має бути достатньо довгою, щоб не обмежувати статевий член у стані ерекції. Після початкового загоєння можливе збільшення розмірів прикрас до більш ніж 10 мм у діаметрі.